# Hans Schomberger
Hans Schomberger (Bogotá, Colombia, 22 de noviembre de 1980), conocido deportivamente como Hans, es un exfutbolista colombiano con ascendencia austriaca recordado por su paso en Millonarios.
A su retiro se dedicó al estudio graduándose como Ingeniero Electrónico de la Pontificia Universidad Javeriana de Bogotá.

## Apodos
Su apodo de Comandito se debió a que él y su hermano hacían parte de la barra brava de Millonarios Los Comandos Azules.
Su apodo de Mozart se da a que por su ascendencia austriaca le hacían referencia a Mozart pero en lo futbolístico.

## Biografía
Hans nació en la ciudad de Bogotá, toda su familia paterna es oriunda del país europeo Austria y su familia materna es de distintos lugares del departamento de Boyacá. Hermano de un prestigioso abogado, Johann Schomberger, quien se dedica a la práctica de Derecho Corporativo en la firma de abogados Brigard Urrutia. 

## Trayectoria
Hans era algo de lo que muy raramente se ve en el fútbol colombiano, un joven dedicado netamente al estudio; Hans quería entrar a la universidad apenas culminar el bachillerato, la posibilidad de ser futbolista profesional Millonarios se lo aplazó. 
Debutó en 1999 con Millonarios en el empate a 2 goles frente al Huila en el Campin ese día él puso un pase de gol, durante ese año y parte del 2000 se destacó bastante llamó la atención del Racing de España quien lo fichó a 3 años a mediados del 2000 toma rumbo a España pero las lesiones lo hicieron pasar sin pena ni gloria al culminar su contrato regresó a Colombia colgó los botines y se inscribió en la Universidad Javieriana donde se graduó como Ingeniero Electrónico durante la carrera se destacó en el equipo de fútbol de la Universidad.

## Clubes
| Club                | País                | Año                 | Partidos | Goles |
| ------------------- | ------------------- | ------------------- | -------- | ----- |
| Millonarios         | Colombia            | 1999 - 2000         | 34       | 0     |
| Racing de Santander | España              | 2000 - 2003         | 13       | 0     |
| Total en su carrera | Total en su carrera | Total en su carrera | 47       | 0     |